# Диармайт Диан

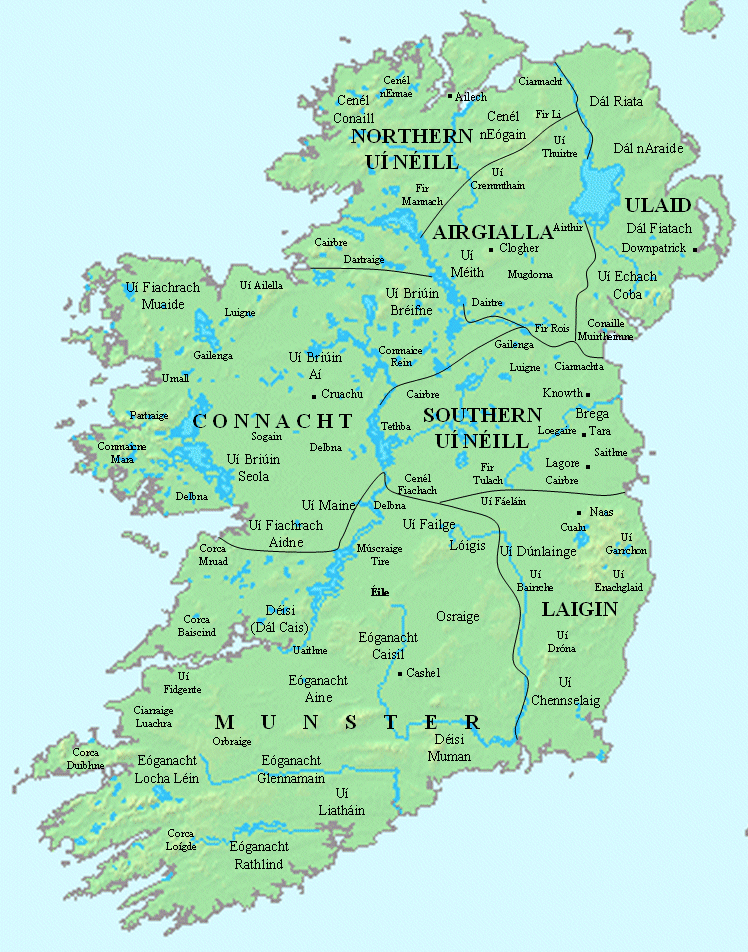
Ирландия в Раннее Средневековье

Диармайт Диан (Диармайт мак Айрметайг; др.‑ирл. Diarmait Dian, Diarmait mac Airmetaig; погиб в 689) — король Миде (653—689) из рода Кланн Холмайн.

## Биография

### Происхождение
Диармайт Диан был одним из сыновей Айрметаха Кривого, погибшего в 637 году в сражении при Маг Рот. Его дедом был правитель королевства Миде Коналл Гутбинн, убитый в 635 году королём Бреги Диармайтом мак Аэдо Слане.

### Правление
Диармайт Диан унаследовал престол Миде в 653 году после смерти короля Маэл Дойда мак Суибни. Резиденция королей Миде находилась вблизи холма Уснех, в связи с чем в некоторых средневековых источниках (например, в «Лейнстерской книге») правители этого королевства упоминаются как короли Уснеха. В «Лейнстерской книге» Диармайт ошибочно наделён всего тридцатью тремя годами правления, в то время как в трактате «Laud Synchronisms» правильно сообщается о том, что он занимал престол тридцать семь лет.
В правление Диармайта Диана наиболее влиятельным родом среди Южных Уи Нейллов был Сил Аэдо Слане, представители которого правили в Бреге. Однако в 660-х годах среди членов Сил Аэдо Слане начались междоусобные войны, в которые были втянуты и представители правившей в Миде семьи Кланн Холмайн. В 662 году войско септа Кланн Холмайн Бикк во главе с Фаэлху мак Маэл Умаем, внуком Энгуса мак Колмайна, вместе с брегцами, возглавлявшимися королём Блатмаком мак Аэдо Слане и правителем Наута Конайнгом Куйрре, сражалось при Огомайне с войском верховного короля Ирландии Диармайта мак Аэдо Слане. В битве войско союзников потерпело поражение. По данным «Анналов Тигернаха» и «Хронике скоттов», победа позволила Диармайту мак Аэдо Слане лишить своего брата Блатмака королевского титула. Однако в записанных в более раннее время «Анналах Ульстера» свидетельства о свержении Блатмака с престола отсутствуют, и поэтому данные об отстранении этого правителя от власти могут быть недостоверными.
Диармайт Диан был убит в 689 году. По свидетельству ирландских анналов, он пал от руки Аэда мак Длутайга, главы брегского септа Фир Хул Брег. Таким образом Аэд отомстил за гибель своего деда Айлиля Арфиста, погибшего в 634 году в сражении с Коналлом Гутбинном. Однако в «Лейнстерской книге» сообщается, что убийцей Диармайта был верховный король Ирландии Финснехта Пиролюбивый. Во «Фрагментарных анналах Ирландии» сохранилось упоминание о том, что в память о короле Миде была сложена хвалебная песнь, которую на общеирландском собрании в Тайльтиу пела женщина-сказительница. В этой песне Диармайт назван «яблоком от золотой яблони, королём великого моря, сыном одноглазого».

### Семья
Из сыновей Диармайта Диана Мурхад Миди, так же, как и его отец, владел престолом Миде. Ещё один сын, Бодбхад, погиб в 704 году в сражении при Клаенате, воюя против короля Лейнстера Келлаха Куаланна. Другие сыновья Диармайта — Аэд и Колгу, павшие в сражении в 714 году, а также Ниалл, скончавшийся в 768 году — упоминаются в средневековых исторических источниках как короли Уснеха. О смерти Габрана, ещё одного сына Диармайта Диана, в ирландских анналах сообщается в записях о событиях 702 года.